# 中国铁路解放12型蒸汽机车
解放12型蒸汽机车，为中国铁路一种煤水车式蒸汽机车，本型机车前身为京绥铁路先后于1913年和1921年从美国机车公司订购的2-8-2“天皇式”蒸汽机车。

## 历史

### 京绥铁路75型
1913年，即京绥铁路阳高至大同间新建线路通车的前一年，京绥铁路管理局从美国机车公司库克机车厂购置的2-8-2轮式蒸汽机车。这批机车共19台，编号为75-93号，被京绥铁路管理局被命名为“麦克豆机车”。

### 京绥铁路300型
1919年8月，全长240.3公里但停工长达四年之久的丰镇至绥远段线路开工，铁路线进入绥远境内，1921年5月1日全线完工。因京绥铁路既有机车老旧损坏，不堪修理，加之可用之机车远远无法满足运输所需，遂京绥铁路管理局于此年再次向美国机车公司订购了46台2-8-2轮式机车，本路编号301-346。1921年订购的这批“麦克豆机车”与1913年购置的“麦克豆机车”除车体装饰略有不同外，其余各项均完全相同。

### 日占时期
七七事变后，原京绥铁路“麦克豆机车”与至少三种型号的蒸汽机车被华北交通编为ミカナ型（Mikana型）。

## 战后
第二次世界大战结束后，30辆原京绥铁路“麦克豆机车”被中国铁道部编为ㄇㄎ12（MK12）型，于1959年改称为解放12型（JF12），编号范围为3811-3840。1980年代有5辆解放12型机车于兰州、包头、呼和浩特等地有目击记录。但没有机车保存下来。

## 备注
1. ↑  库克机车厂前身为成立于1852年的库克机车公司，于1901年与另外七家铁路机车制造厂商被美国机车公司收购。而美国机车公司在库克机车厂制造蒸汽机车直到1926年。
2. ↑  依南满州铁道机车形式命名规则（适用于南满州铁道公司及该公司实际经营、控制之满州国有铁道及华北交通公司），ミカ（发音为Mika）系指Mikado型（车轴配置2-8-2）之蒸汽机车。并以日文片假名イ（i）、ニ（ni）、サ（sa）、シ（si）、コ（ko）、ロ（ro）、ナ（na）、ハ（ha）、ク（ku）（为日文数字之发音或发音之字首）依序代表1～9号。例如：Mikana（ミカナ）为Mikado型机车第7型，之前之后以此类推。
3. ↑  华北交通ミカナ至少有以下幾種類型：
1. 北英机车公司和平奉铁路唐山制造厂製造的京奉铁路200型（1913-1924）
2. 美国机车公司、鲍尔温机车厂以及威尔逊机车厂制造的津浦铁路250型（1918-1932）
3. 美国机车公司制造的京绥铁路300型（1922）
4. 威尔逊机车厂（英语：Nasmyth, Gaskell and Company）制造的膠濟鐵路600型（1931）